# Hayastani Ankaxowt'yan Gavat' 2020-2021

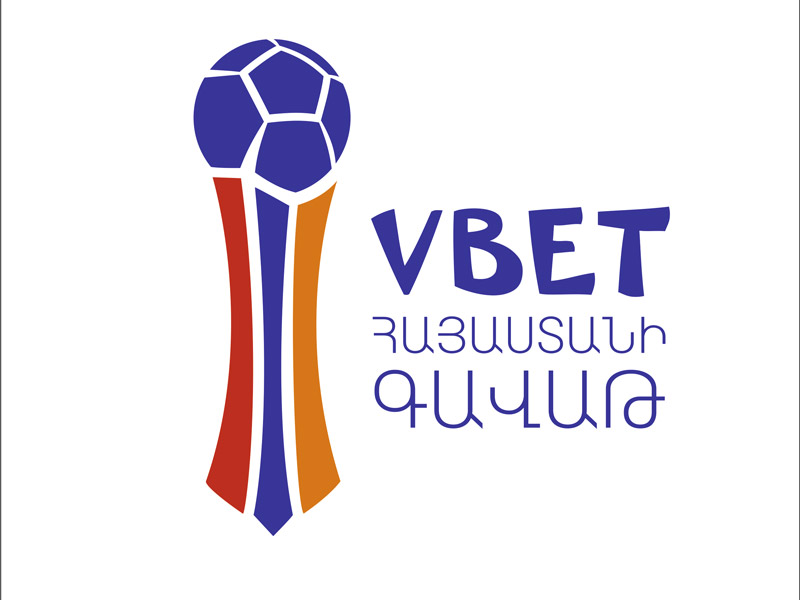
Logo della Coppa dell'Indipendenza

La Hayastani Ankaxowt'yan Gavat' 2020-2021 (in italiano Coppa dell'Indipendenza) è stata la 30ª edizione della coppa nazionale armena.
Il torneo si è disputato con la formula a eliminazione diretta con partite di andata e ritorno. Hanno partecipato alla competizione le dieci squadre della Bardsragujn chumb 2020-2021, più quattro squadre dell'Araǰin Xowmb 2020-2021.

## Primo turno
Il sorteggio del primo turno si è tenuto il 3 settembre 2020.
| Squadra 1                            | Totale      | Squadra 2 | Andata | Ritorno |
| ------------------------------------ | ----------- | --------- | ------ | ------- |
| 18 settembre 2020 / 7 novembre 2020  |             |           |        |         |
| West Armenia                         | a tav.      | Ganjasar  | ann.   | n.d.    |
| 18 settembre 2020 / 9 novembre 2020  |             |           |        |         |
| Van Charentsavan                     | 2 – 0       | Noravank  | 0 – 0  | 2 – 0   |
| 18 settembre 2020 / 25 febbraio 2021 |             |           |        |         |
| Urartu                               | 2 – 1       | P'yownik  | 2 – 1  | 0 – 0   |
| 19 settembre 2020 / 7 novembre 2020  |             |           |        |         |
| Širak                                | 1 – 3       | Alaškert  | 1 – 2  | 0 – 1   |
| Ararat                               | 6 – 1       | Sevan     | 3 – 0  | 3 – 1   |
| 19 settembre 2020 / 22 novembre 2020 |             |           |        |         |
| BKMA Erevan                          | 2 – 2 (gfc) | Lori      | 0 – 0  | 2 – 2   |

## Quarti di finale
| Squadra 1                     | Totale          | Squadra 2      | Andata | Ritorno |
| ----------------------------- | --------------- | -------------- | ------ | ------- |
| 11 marzo 2021 / 3 aprile 2021 |                 |                |        |         |
| West Armenia                  | 3 – 5           | Ararat         | 2 – 0  | 1 – 5   |
| 11 marzo 2021 / 5 aprile 2021 |                 |                |        |         |
| Alaškert                      | 6 – 1           | BKMA Erevan    | 4 – 0  | 2 – 1   |
| 12 marzo 2021 / 3 aprile 2021 |                 |                |        |         |
| Urartu                        | 2 – 4           | Noah           | 0 – 2  | 2 – 2   |
| 12 marzo 2021 / 4 aprile 2021 |                 |                |        |         |
| Van Charentsavan              | 1 – 1 (3-5 dtr) | Ararat-Armenia | 0 – 1  | 1 – 0   |

## Semifinali
| Squadra 1                       | Totale | Squadra 2      | Andata | Ritorno |
| ------------------------------- | ------ | -------------- | ------ | ------- |
| 20 aprile 2021 / 30 aprile 2021 |        |                |        |         |
| Alaškert                        | 4 – 2  | Noah           | 1 – 1  | 3 – 1   |
| 20 aprile 2021 / 1º maggio 2021 |        |                |        |         |
| Ararat                          | 3 – 2  | Ararat-Armenia | 2 – 0  | 1 – 2   |

## Finale
| Arbitro: | Millot |

|              |           |                            |
| Manasyan 85’ | Marcatori | 12’ Papikyan 19’, 55’ Koné |